# Paracyatholaimus arcticus
Paracyatholaimus arcticus is een rondwormensoort uit de familie van de Cyatholaimidae. De wetenschappelijke naam van de soort is voor het eerst geldig gepubliceerd in 1963 door Kreis.